# 沖口誠
沖口 誠（おきぐち まこと、1985年11月22日 - ）は、大阪府出身の体操競技選手。コナミスポーツ所属。2008年北京オリンピック男子団体総合銀メダリスト。

## 人物
大阪府泉南郡熊取町のトップスポーツクラブから大阪体育大学附属中学校、関西高等学校、日本体育大学体育学部体育学科卒業。身長161cm。体重57kg。北京オリンピック団体銀メダル獲得に貢献した。

## 経歴
- 2007年 世界体操競技選手権大会 団体2位
- 2008年 カタール国際種目別ゆか2位、跳馬2位
- 2008年 NHK杯兼北京五輪代表決定競技会 （五輪出場が決定）
- 2008年 北京オリンピック団体2位 銀メダル獲得、彩の国スポーツ賞を受賞。
- 2008年9月8日、大阪スポーツ大賞、受賞。
- 2011年 世界体操競技選手権大会 団体2位 種目別跳馬3位